# Beaulieu - Université (métro de Rennes)
Pour les articles homonymes, voir Beaulieu.
Beaulieu - Université est une station de la ligne B du métro de Rennes, située dans le quartier de Beaulieu à Rennes dans le département français d'Ille-et-Vilaine en région Bretagne.
Mise en service en 2022, elle est conçue par les architectes Anthracite Architecture et Alexandre & Massinon Architectes.
C'est une station, équipée d'ascenseurs, qui est accessible aux personnes à mobilité réduite.

## Situation sur le réseau
Établie en viaduc au dessus de l'avenue du Professeur Charles Foulon, la station Beaulieu - Université est située sur la ligne B, entre les stations Joliot-Curie - Chateaubriand (en direction de Gaîté) et Atalante (en direction de Viasilva).

## Histoire
La station Beaulieu - Université est mise en service le 20 septembre 2022, lors de l'ouverture à l'exploitation de la ligne B. Son nom a pour origine à la fois le quartier dans lequel elle se situe (Beaulieu) et le campus de Beaulieu.
La construction de la station a commencé courant 2015. 
Le gros œuvre (montage des poutres et des éléments en bétons) se poursuit jusqu'à l'été 2019 ; viens ensuite le second œuvre (escalators, sols, plafonds, etc.) qui s'achève à la fin de l'année 2020 ; la signalétique est posée et les finitions sont effectuées jusqu'à l'été 2021,. Les aménagements de surface sont menés par étape dès 2017 et s'achèvent en 2021.
Elle est réalisée par les architectes d'Anthracite en association avec Alexandre & Massinon Architectes. L'architecture de la station est conçue comme un bloc de béton traversé par le viaduc, tandis que les quais sont habillés de bois et d'aluminium.
La structure mesure 60 m de long, 16 m de haut et 21 m de large.
La station est située sur un viaduc à 9 mètres au dessus du sol, particularité qu'elle ne partage qu'avec deux autres stations de la ligne, Cesson - Viasilva et Atalante. Elle en est structurellement distincte.
Le viaduc est placé le long de l'avenue du Professeur Charles Foulon, sur son côté sud, face au restaurant universitaire « L'Étoile », au carrefour avec les avenues Pierre Donzelot et des Buttes de Coësmes ainsi que de l'allée de Beaulieu.

## Service des voyageurs

### Accès et accueil
La station dispose de trois accès, répartis parallèlement aux quais sur tout le bâtiment placé au sud de l'avenue du Professeur Charles Foulon :
- Accès no 1 « allée de Beaulieu » : côté sud-est, composé d'escaliers mécaniques ;
- Accès no 2 « avenue Pierre Donzelot » : côté nord-est, composé d'escaliers mécaniques ;
- Accès no 3 « avenue du Professeur Charles Foulon » : côté ouest, composé d'escaliers fixes et d'ascenseurs.

De par sa configuration particulière sans salle des billets, il faut redescendre au niveau de la rue pour changer de quai mais il n'est pas nécessaire de revalider son titre de transport.
La station est équipée de distributeurs automatiques de titres de transport et de portillons d'accès couplés à la validation d'un titre de transport, afin de limiter la fraude. La décision a été confirmée lors du conseil du 30 avril 2015 de Rennes Métropole.
Une agence commerciale est implantée dans l'enceinte de la station au niveau de la rue.

Les aménagements et les environs la station
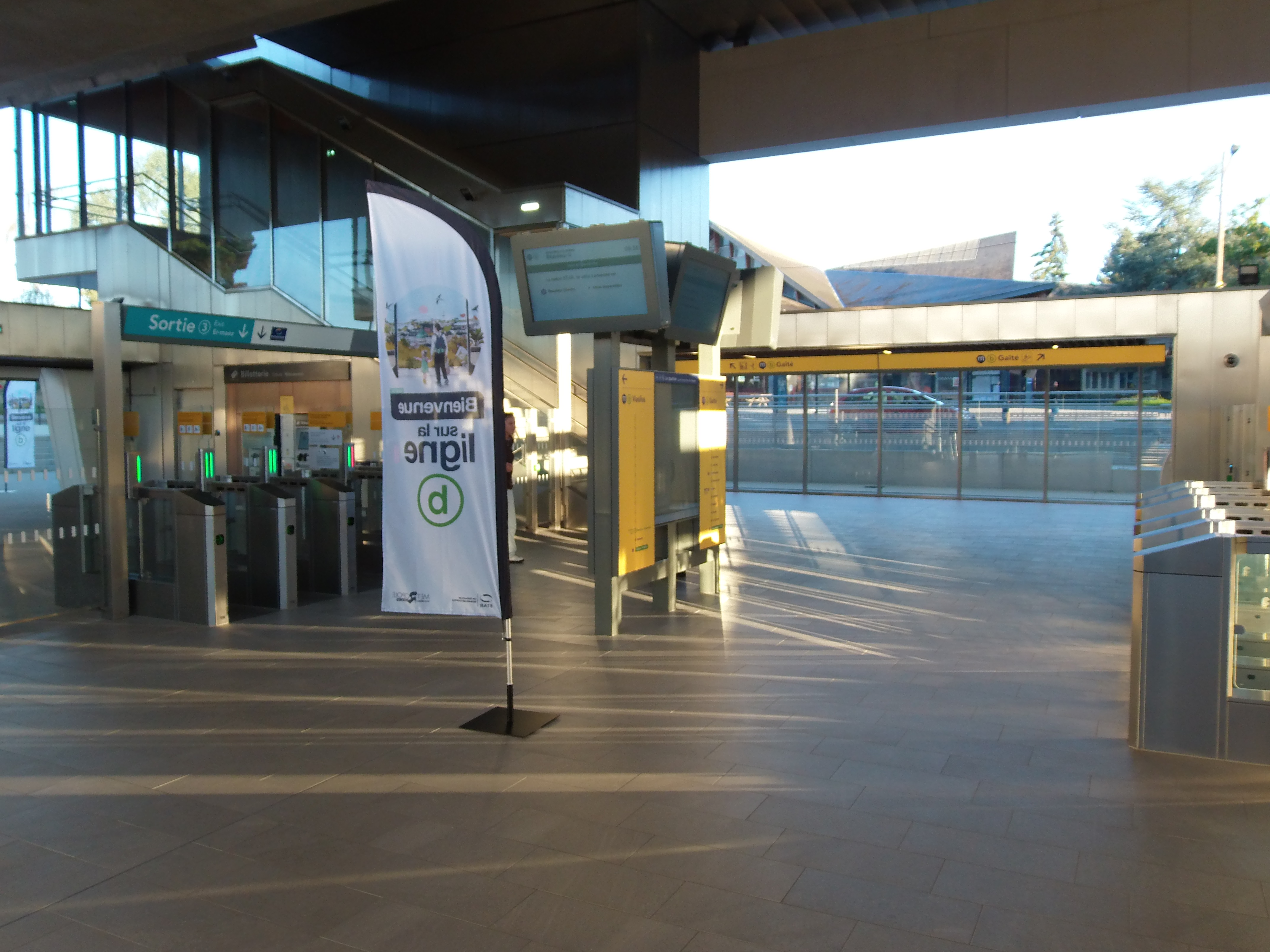
L'espace au niveau de la rue derrière les portillons permettant l'accès aux quais.
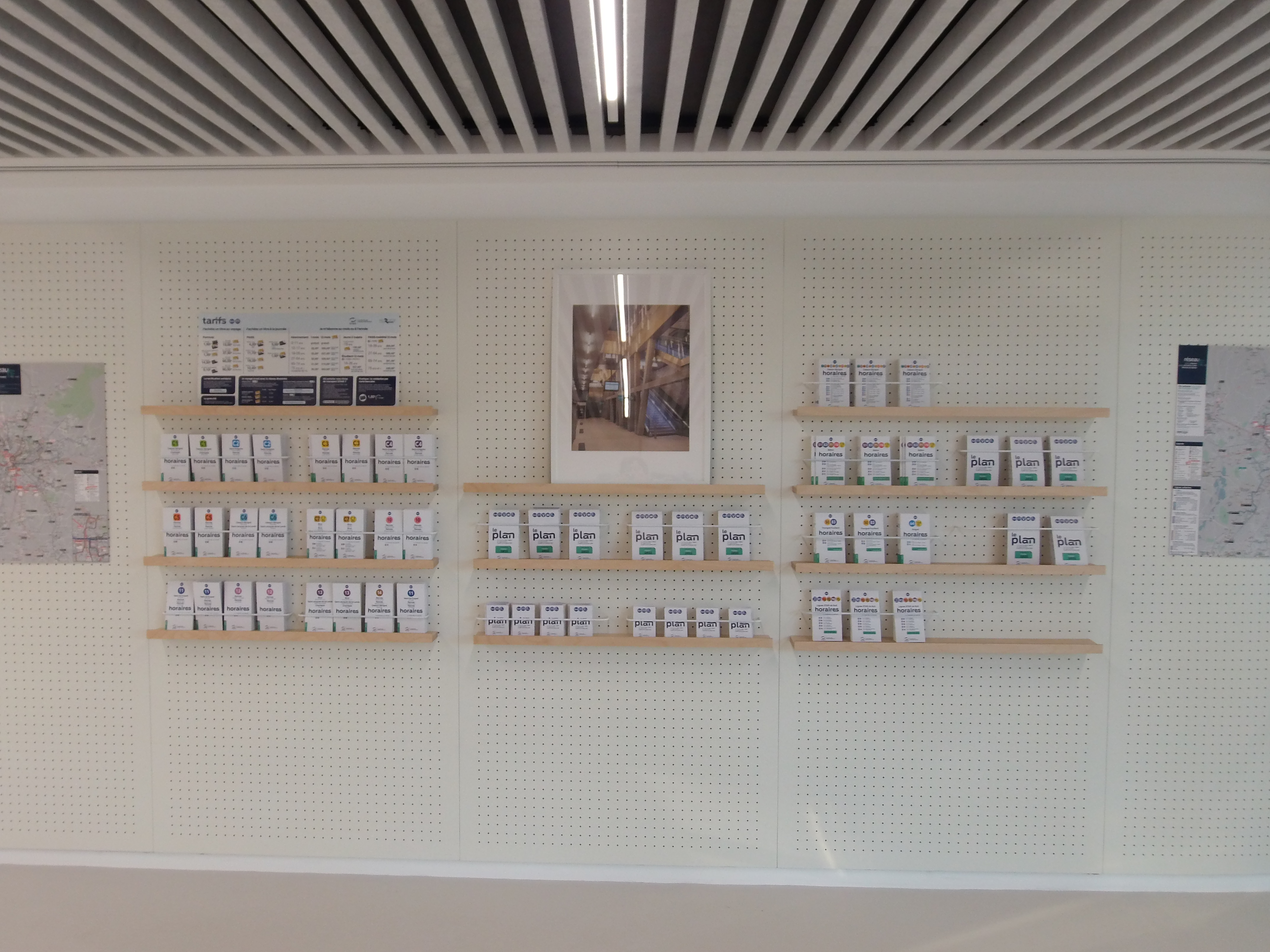
Documentation destinée aux voyageurs au sein de l'agence commerciale.
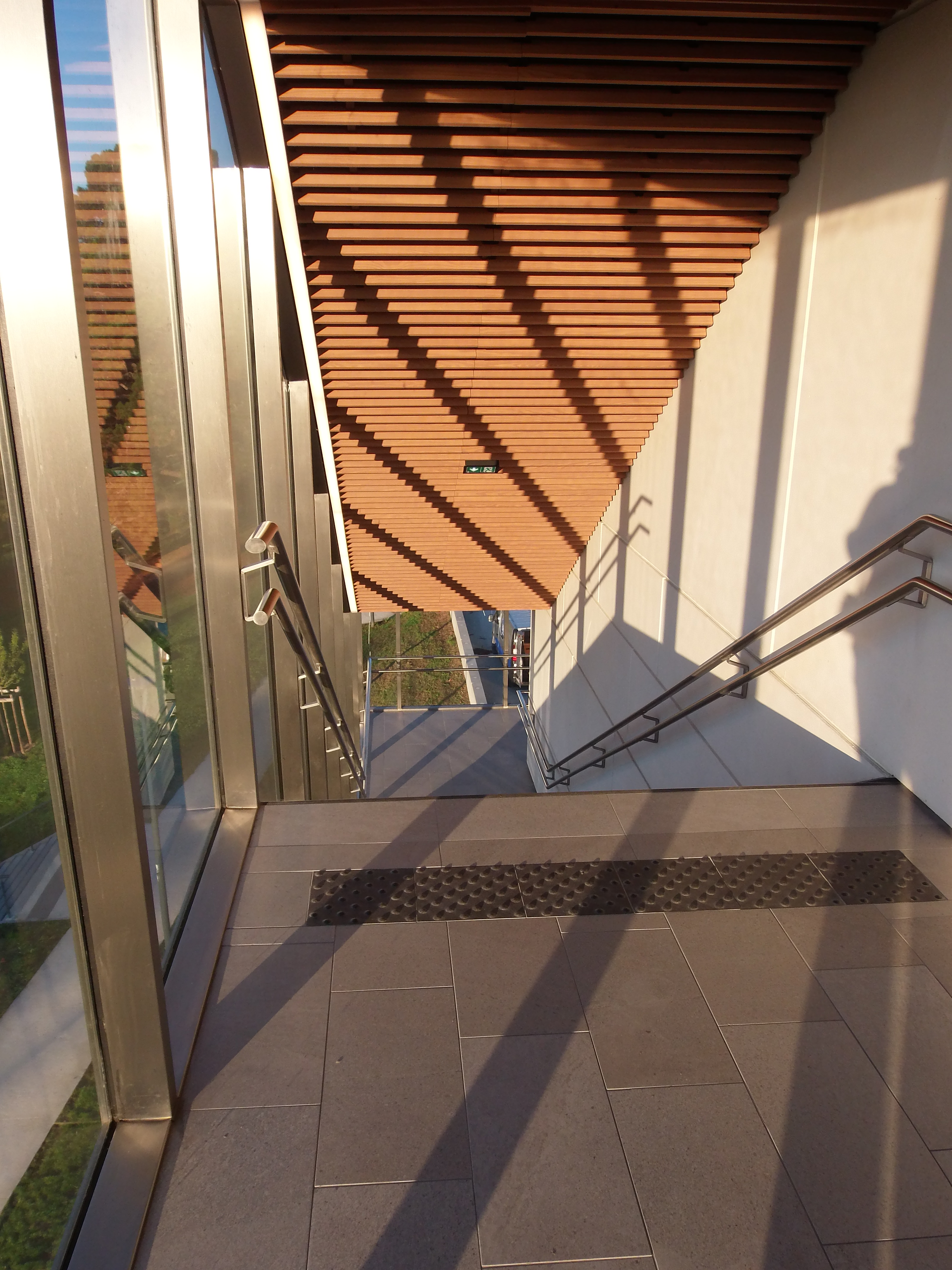
Un des escaliers permettant de monter aux quais.

### Desserte
Beaulieu - Université est desservie par les rames qui circulent quotidiennement sur la ligne B, avec une première desserte à 5 h 13 (7 h 18 les dimanches et fêtes) et la dernière desserte à 0 h 40 (1 h plus tard les nuits des jeudis aux vendredis, vendredis aux samedis et des samedis aux dimanches).

### Intermodalité
Des stations STAR, le vélo et Citiz Rennes Métropole sont installées à proximité,.
Elle est desservie par les lignes de bus 10, 14, 200 et la nuit par la ligne N4.

## À proximité
La station dessert notamment :
- le campus de Beaulieu.